# Apol·lònia (sud de Creta)
Apol·lònia (grec antic: Ἀπολλωνία ) o Eleutera (Ἐλεύθερα) va ser una ciutat a la costa sud de Creta de situació incerta, esmentada per Esteve de Bizanci, que no s'ha de confondre amb Apol·lònia de Creta, situada al nord de Creta. Hi va néixer el filòsof Diògenes Apol·loniates.
El Barrington Atlas of the Greek and Roman World situa temptativament Apol·lònia Eleuthera a Sellia, a la Prefectura de Réthimno.